# 3282 Spencer Jones
3282 Spencer Jones (1949 DA) là một tiểu hành tinh vành đai chính được phát hiện ngày 19 tháng 2 năm 1949 bởi Đài thiên văn Goethe Link ở Brooklyn.